# Edward Cooper
Edward Cooper (Bolton, 28 de junho de 1883 — Surrey, 15 de julho de 1956) foi um ator inglês que trabalhou extensivamente na Grã-Bretanha e Estados Unidos. Ele era casado há 39 anos com a atriz Ethel Griffies.

## Filmografia selecionada
- The Cost of a Kiss (1917)
- Tillie (1922)
- Robin Hood, Jr. (1923)
- Paradise (1926)
- Timbuctoo (1933)
- Clive of India (1935)
- The Imperfect Lady (1935)
- Head Over Heels (1937)
- On the Avenue (1937)
- The Life and Death of Colonel Blimp (1943)